# Баренбойм, Исаак Юлисович
Исаа́к Юли́сович Баренбо́йм (8 [21] октября 1910, Вознесенск, Херсонская губерния — 27 августа 1984, Киев) — советский теоретик и практик мостостроения, управляющий «Мостотрестом-1». Герой Социалистического Труда (1943).

## Биография
Родился 8 (21) октября 1910 года в Вознесенске (ныне Николаевская область, Украина).
С 1946 года был назначен управляющим строительством Дарницкого железнодорожного моста в Киеве (при строительстве впервые реализовал метод «слепых» гидронамывочных работ). С 1950 года и до последних своих дней был управляющим «Мостотрестом-1». Он добился превращения организации в крупнейшую мостостроительную организацию в СССР.
Генерал-майор инженерных войск. Кандидат технических наук. Депутат Киевского горсовета. Член ВКП(б) с 1939 года.
Умер 27 августа 1984 года. Похоронен в Киеве на Байковом кладбище.

## Награды
- Медаль Серп и Молот (5.11.1943);
- Сталинская премия третьей степени (1948) — за коренное усовершенствование гидромеханизации кессонных работ, обеспечившее резкое снижение стоимости работ, улучшение условий и повышение производительности труда;
- премия Совета Министров СССР (1966);
- дважды орден Ленина (5.11.1943; 29.7.1945);
- орден Октябрьской революции (7.5.1971);
- орден Красного Знамени (29.4.1943);
- орден Отечественной войны I степени 1-й (13.9.1943);
- дважды орден Отечественной войны 2-й степени (30.8.1944; 21.2.1987?);
- орден Трудового Красного Знамени (9.8.1958);
- орден Красной Звезды (13.4.1943);
- орден Дружбы народов (10.5.1977);
- орден ЧССР;
- медали;
- Заслуженный строитель УССР;
- Почётный железнодорожник.

## Память
- В Киеве есть улица Баренбойма.
- К 100-летию со дня рождения по инициативе журналиста Дмитрия Червинского была установлена мемориальная доска на фасаде здания АО «Мостострой» в Киеве (Паньковская улица, 5).